# Pouya Norouzi Nezhad
Pouya Norouzi Nezhad (persisch پویا نوروزی‌نژاد; * 23. Juni 1994 in Ardabil) ist ein iranischer Handballspieler.

## Karriere

### Anfänge
Norouzi Nezhad begann im Alter von neun Jahren mit dem Handballspielen. Sein Sportlehrer nominierte ihn für einen Leistungstest und so entschied er sich, den Sport weiterzuverfolgen.

### Profi-Laufbahn
Nachdem er mit 18 Jahren erstmals für die iranische Männer-Nationalmannschaft nominiert wurde (siehe auch Nationalmannschaft), wechselte er im Frühjahr 2017 vom iranischen Handball-Team Magnesium Ferdows zum  Handball-Erstligisten Bergischer HC. Nachdem dieser zum Ende der Saison 2016/17 abgestiegen war, verließ Norouzi den Verein jedoch wieder und schloss sich den Kadetten Schaffhausen an. Im Sommer 2018 wechselte er zum deutschen Bundesligisten VfL Gummersbach. Nachdem Nezhad nach der Saison 2018/19 vereinslos war, schloss er sich im Oktober 2019 dem schwedischen Erstligisten IK Sävehof an. Im Februar 2020 wechselte er zum deutschen Erstligisten Frisch Auf Göppingen. In der Saison 2020/21 spielte er beim HSC 2000 Coburg. Anschließend schloss er sich dem Zweitligisten VfL Eintracht Hagen an.

### Nationalmannschaft
Bereits mit 15 Jahren spielte Pouya Norouzi Nezhad im Jugend-Nationalteam des Iran. Mit 18 Jahren wurde er erstmals für die Männer-Nationalmannschaft nominiert und war auch bei der bisher einzigen WM-Teilnahme des Iran im Jahr 2015 dabei.